# 沙人 (妖精)
沙人（英語：Sandman）或译作沙男，是一种会让人睡着的妖精，外貌如同背着装有沙子袋子的人。沙人会将自己袋子里的沙子撒到人的眼睛上，被眼睛撒沙子的人就会眼睛睁不开睡着。如果没睡着，沙人也会啃咬人逼人类睡着。在德国，如果小孩晚上不睡觉，父母会用沙人会来的说法吓孩子让孩子乖乖睡。也叫睡魔,E·T·A·霍夫曼小说有以此题材，美国重金属乐团“金属制品”也有一首名为《Enter Sandman/睡魔入侵》的歌曲。

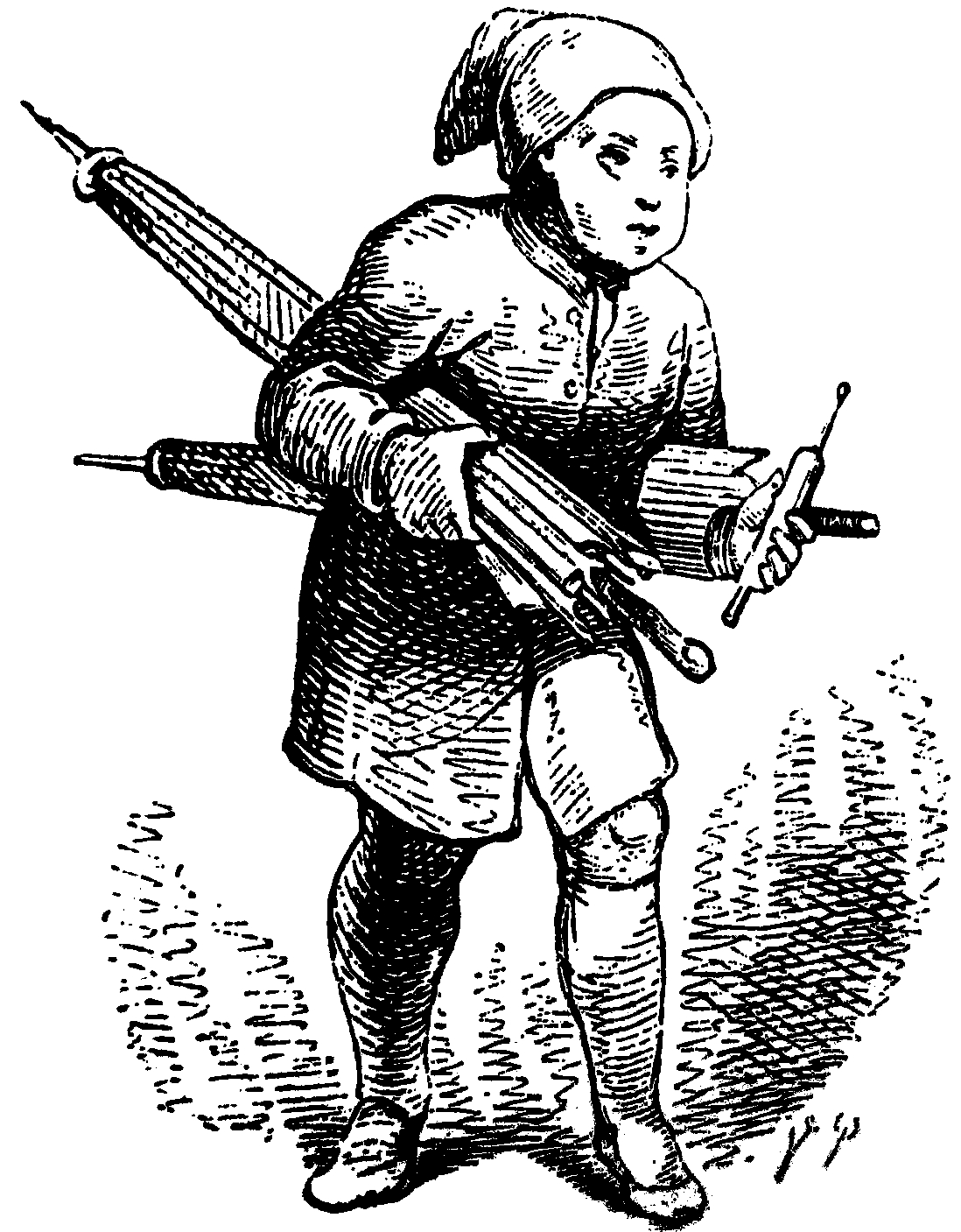
沙人画像

## 相关條目
- 反枕
- 真·女神转生